# Dầu đồng
Dầu đồng, tên khoa học Dipterocarpus tuberculatus, là một loài thực vật có hoa trong họ Dầu. Loài này được Roxb. mô tả khoa học đầu tiên năm 1832. Loài này được tìm thấy ở Bangladesh, Myanmar, Thái Lan, Campuchia, Lào và Việt Nam. Chúng phân bố ở độ cao lên đến 800-1000m, thân cây cao 5–25 m.